# Bahnhof Bechtolsheim-Biebelnheim

Der Bahnhof Bechtolsheim-Biebelnheim war ein Durchgangsbahnhof in Bechtolsheim an der Bahnstrecke Bodenheim–Alzey. Das Empfangsgebäude stand 2009 im Verzeichnis für Kulturdenkmäler im Kreis Alzey-Worms unter Denkmalschutz. In der Ende 2012 aktualisierten Fassung ist das Bahnhofsgebäude nicht mehr erwähnt.

## Geografische Lage

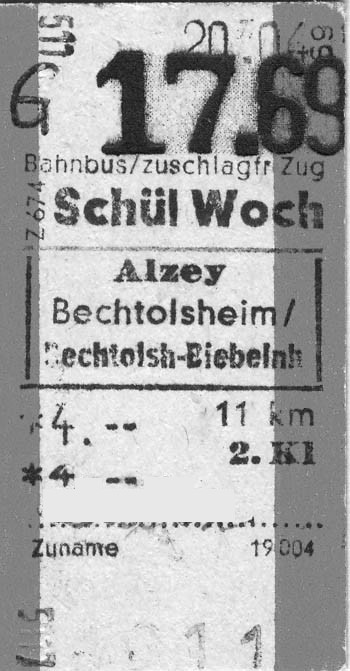
Schülerwochenkarte vom Bahnhof Bechtolsheim-Biebelnheim nach Alzey

Obwohl der Bahnhof nach zwei Orten benannt ist, befindet er sich ausschließlich auf Bechtolsheimer Gemarkung. Durch die Lage am westlichen Ortsrand von Bechtolsheim, ist Biebelnheim ungefähr einen Kilometer vom Bahnhof entfernt. Daher konnte es vorkommen, dass Bechtolsheimer Fahrgäste die im östlichen Ortsrand wohnten, ebenfalls einen Kilometer zum Bahnhof zurücklegen mussten, wie die Fahrgäste aus Biebelnheim.

## Geschichte
Mit der Aufnahme des Verkehrs auf dem Streckenabschnitt von Alzey nach Undenheim 1896 wurde der Bahnhof in Bechtolsheim als Durchgangsbahnhof eingeweiht. Neben den zwei Bahnsteiggleisen verfügte er noch über eine Ladestraße (Ladegleis) bzw. Abstellgleis an der sich eine Hebebühne für landwirtschaftliche Anhänger befand zum Verladen von Zuckerrüben in offene Güterwagen während der Rübenkampagne im Herbst, ansonsten wurde das Gleis zum Abstellen von Güterwagen benutzt.
Zum 1. Juli 1968 zog die Bahn ihr Personal ab. Nach der Einstellung des Personenverkehrs am 31. Mai 1985 verlor der Bahnhof seine Funktion. Nach der Einstellung des Güterverkehrs 1995 wurden die Gleisanlagen bis 1998 rückgebaut.

## Gebäude

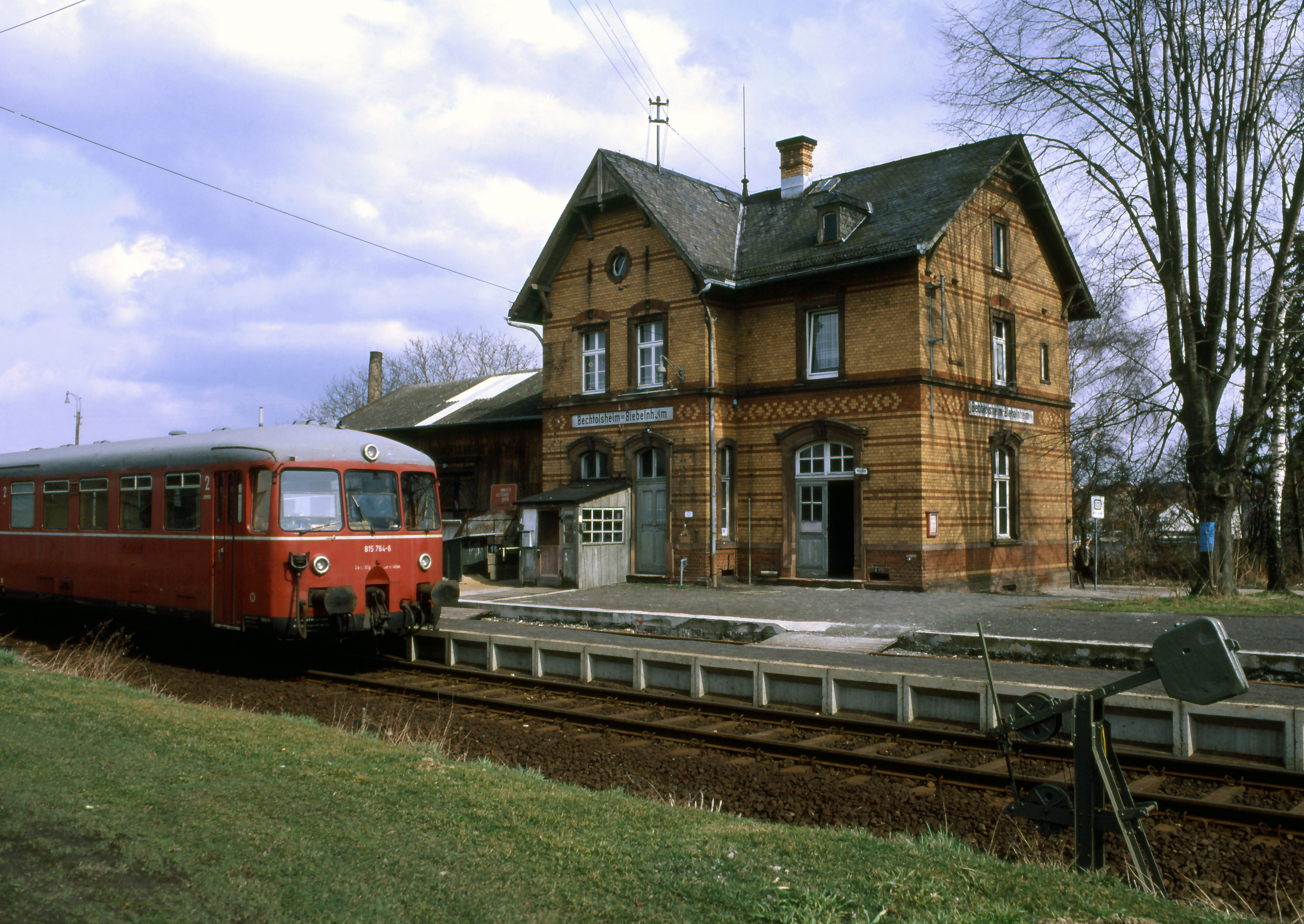
815 764 + 515 547 als N 6583 im Bahnhof Bechtolsheim-Biebelnheim Fahrtrichtung Alzey (1985)

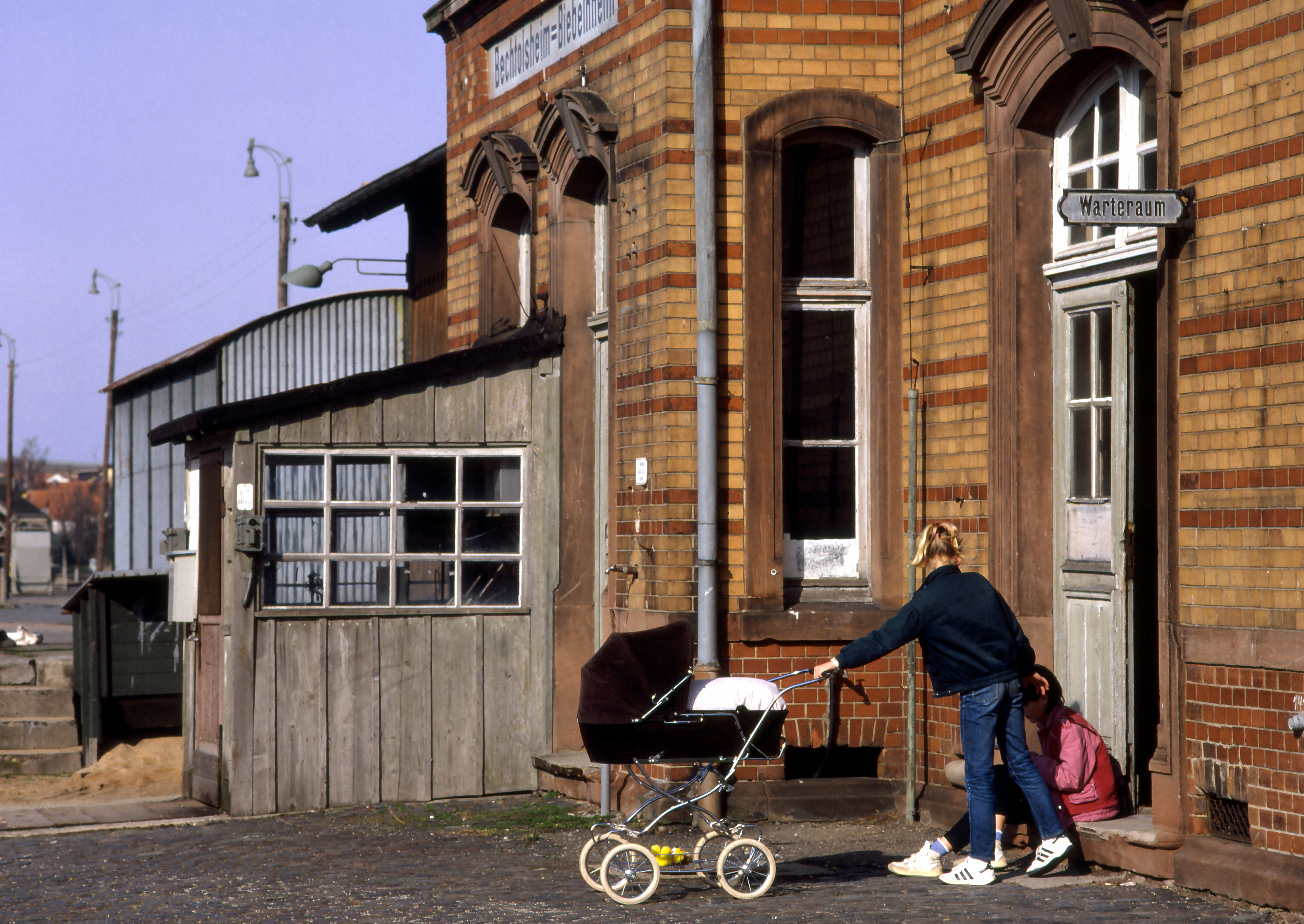
Empfangsgebäude des Bahnhofs Bechtolsheim-Biebelnheim mit Stellwerksanbau (1985)

Alle Empfangsgebäude auf den Unterwegsbahnhöfen der Strecke wurden als Typenbau nach demselben Entwurf erbaut und unterscheiden sich hauptsächlich in der Lage des Güterschuppen, der entweder angebaut oder separat ausgeführt wurde. Das Empfangsgebäude in Bechtolsheim ist ein zweiteiliger spätgründerzeitlicher Klinkerbau aus der Eröffnungszeit (1896) der Bahnstrecke mit verbrettertem Güterschuppen. Im Erdgeschoss befanden sich die Diensträume und im ersten Stock die Wohnung des Bahnbediensteten. Im Gebäude befinden sich heute ein Unternehmen für Ätherische Öle, Parfümöle und Aromen sowie Wohnungen. Die Holzbretter am Güterschuppen wurden durch gemauerte Steine ersetzt.
Das Empfangsgebäude des Bahnhofs und die Flächen der ehemaligen Gleisanlagen wurden verkauft und überbaut. Durch die Überbauung des ehemaligen Gleisgeländes mit Wohnhäusern, wurde Ende der 2000er Jahre die Straßenbezeichnung von Bahnhofstraße in Am alten Bahnhof geändert, da es keine freien Hausnummern für diesen Bereich gab.